# Norva Sling
Norva Martina Sling (Curaçao, 12 november 1947) is een Curaçaos keramist. In 1991 kreeg zij samen met haar toenmalige echtgenoot Nel Simon de Cola Debrotprijs.

## Leven en werk
Slings loopbaan als keramist begon in 1972. Zij is een gevierd kunstenaar in zowel Curaçao als Nederland. Zelf vat ze haar werk als volgt samen: "Als kunstenaar ben ik vooral geïnspireerd door de natuur, haar cyclus van geboorte en dood. Ik werk graag met rondingen, glad gestreelde bolle en holle vormen, gekneed uit koele vochtige klei."
Het echtpaar woonde in de wijk Stenen Koraal. Voor hun open atelier bouwden ze een oven en legden ze een beeldentuin aan. Samen hebben zij talloze keramische beelden gemaakt, ieder in hun eigen stijl. In 1993 ontwierpen ze een beeldengroep voor het eiland. Na hun scheiding verhuisde Sling in 1993 naar Nederland en ging met haar dochters in het Friese Steggerda wonen. Ze raakte bevriend met beeldhouwer Guus Hellegers, die haar zijn atelier liet gebruiken. Ze bleef echter deelnemen aan groepsexposities in Curaçao. Rond 2010 ging ze terug naar Curaçao, om in 2015 weer naar Nederland te verhuizen waar ze dichter bij haar dochters kon zijn.
Gulmans citeert kunsthistorica Jennifer Smit, die vindt dat Nora's oeuvre van grote emancipatorische waarde is voor het zelfbewustzijn van de Afro-Curaçaose vrouw (...) en dat zij een 'artiste par excellence' is, die het Curaçaose beeldend erfgoed blijvend met een onmiskenbaar eigen universum heeft verrijkt. Volgens Pim Heuvel stralen haar beelden kracht uit en bezitten zij tegelijk een sfeer van stilte.

## Exposities (selectie)
- 1988 - Bida i Koló in Stedelijk Museum Schiedam
- 1990 - Expositie in Landhuis Knip
- 1991 - Gala di Arte in het World Trade Center in Curaçao
- 1993 - Carib Arte in Curaçao en andere Caribische eilanden
- 1999 - Arte 99 op de Matheywerf in Curaçao
- 2010 - Antepasado di Futuro in het Curaçaosch Museum
- 2011 - Solotentoonstelling  Perseveransia in Kas di Kultura
- 2017 - Overzichtstentoonstelling Norva Sling, Vormen van Liefde in Museum Beelden aan Zee. De tegelijk verschenen oeuvrecatalogus Norva Sling. Vormen van Liefde, geschreven door Felix de Rooy en Jennifer Smit gaf een bijna compleet overzicht van haar werk.
- 2018 - Formanan di Amor , selectie uit Norva Sling, Vormen van Liefde in Landhuis Bloemhof in Curaçao.
- Diverse tentoonstellingen in de Verenigde Staten, Dominicaanse Republiek, Cuba en België.[3][5]

Norva Slings beelden zijn in veel museale collecties opgenomen. In Beeldentuin Blue Bay staat haar beeld Trono.

## Persoonlijk
Norva Sling is een tante van Francis Sling.